# Mielniki (hromada Szack)
Mielniki (ukr. Мельники) – wieś na Ukrainie w rejonie kowelskim, w obwodzie wołyńskim. W II Rzeczypospolitej miejscowość wchodziła w skład gminy wiejskiej Szack w powiecie lubomelskim województwa wołyńskiego. W latach 20. XX wieku wybudowano tu szkołę. Do II wojny światowej w pobliżu wsi znajdowały się chutory: Bluwen, Choromy, Horodyszcze, Hory, Piaseczny Las, Pohorylec, Wrowa, Zamoszne i Zapłotycze, które obecnie nie istnieją bądź też weszły administracyjnie w skład wsi.
Mielniki są malowniczo położone między czterema jeziorami: Piaseczno, Krymno, Ozierce i Karasiniec, na terenie Szackiego Parku Narodowego. Jezioro Piaseczno, położone na północny zachód od wsi, wzięło swą nazwę od piasku, który pokrywa jego dno i brzegi.
Niegdyś w pobliżu wsi znajdowało się wiele chutorów, m.in. chutor Zamoszne. Podobnie jak inne, był on położony pośród bagien, a życie jego mieszkańców przypominało życie na wyspie. Dotrzeć tam można było jedynie poprzez kładki rozłożone na bagnach. W 1944 roku Niemcy spalili chutor i ludność zmuszona była żyć w ziemiankach. Od 1957 roku władze Ukraińskiej SRR zaczęły przymusowo przewozić jego mieszkańców do Mielników. Jako ostatnia chutor opuściła rodzina Pasternaków w 1960 roku.
Do 2020 w rejonie szackim.

## Legenda o pochodzeniu nazwy wsi
Istnieją dwie wersje pochodzenia obecnej nazwy wsi, obydwie nawiązują do słowa „młyn”. Pierwsza z nich wiąże pochodzenie nazwy z istnieniem w okolicy drewnianego młyna (wiatraka), do którego przyjeżdżali mieszkańcy okolicznych wiosek aby mleć ziarno na mąkę. Pojawia się jednak pytanie: skąd i dlaczego młyn został wybudowany akurat w tym miejscu? Odpowiedzi dostarcza druga wersja pochodzenia nazwy, która wiąże powstanie miejscowości z pobliską wsią o tej samej nazwie, ale leżącą około 35 kilometrów na północ od omawianej. Według drugiej wersji, w owych Mielnikach (położonych dziś na terenie Białorusi), gospodarzem był niegdyś zamożny młynarz, który miał trzech synów. Jeden z nich nie chciał pomagać ojcu w pracach młynarskich. Kiedy w końcu dorósł i się ożenił, ojciec postanowił, że nie będzie utrzymywał już ani jego ani jego żony i odprawił ich oboje ze swej wioski. Wygnańcy udali się rzeką na południe. Wiedzieli, że teraz przyjdzie im troszczyć się o swój los tylko we dwoje. Mężczyzna, jako że znał się tylko na młynarstwie, postanowił zająć się tym właśnie zawodem. Musiał jednak wybrać dogodne miejsce do wybudowania młyna, co nie było łatwe, ponieważ okolica była bardzo zalesiona. Szukając odpowiedniego miejsca, zatrzymał się w okolicy dzisiejszej wsi Mielniki, która wówczas była nadrzeczną wioseczką, o powierzchni około 10 km². Przestrzeń wokół wsi, pozbawiona lasów, stwarzała dogodne warunki do postawienia tu wiatraka, który młode małżeństwo wybudowało na wzniesieniu w pobliżu rzeki. Wieś szybko się rozwijała, budowano nowe chaty i już niedługo było ich aż 18. Ta niewielka, śródleśna miejscowość została nazwana Mielnikami, na cześć wsi z której pochodzili jego założyciele. Przez dzisiejszych mieszkańców wieś umownie dzieli się na cztery części, które posiadają własne nazwy: Kotowskie, Olendry, Popowszczyna i Zamoście.

## Zbrodnia w Mielnikach
W Mielnikach po bitwie pod Szackiem w 1939 Sowieci zabili 18 wziętych do niewoli oficerów i żołnierzy Korpusu Ochrony Pogranicza.